# Donato Giuseppe Frisoni

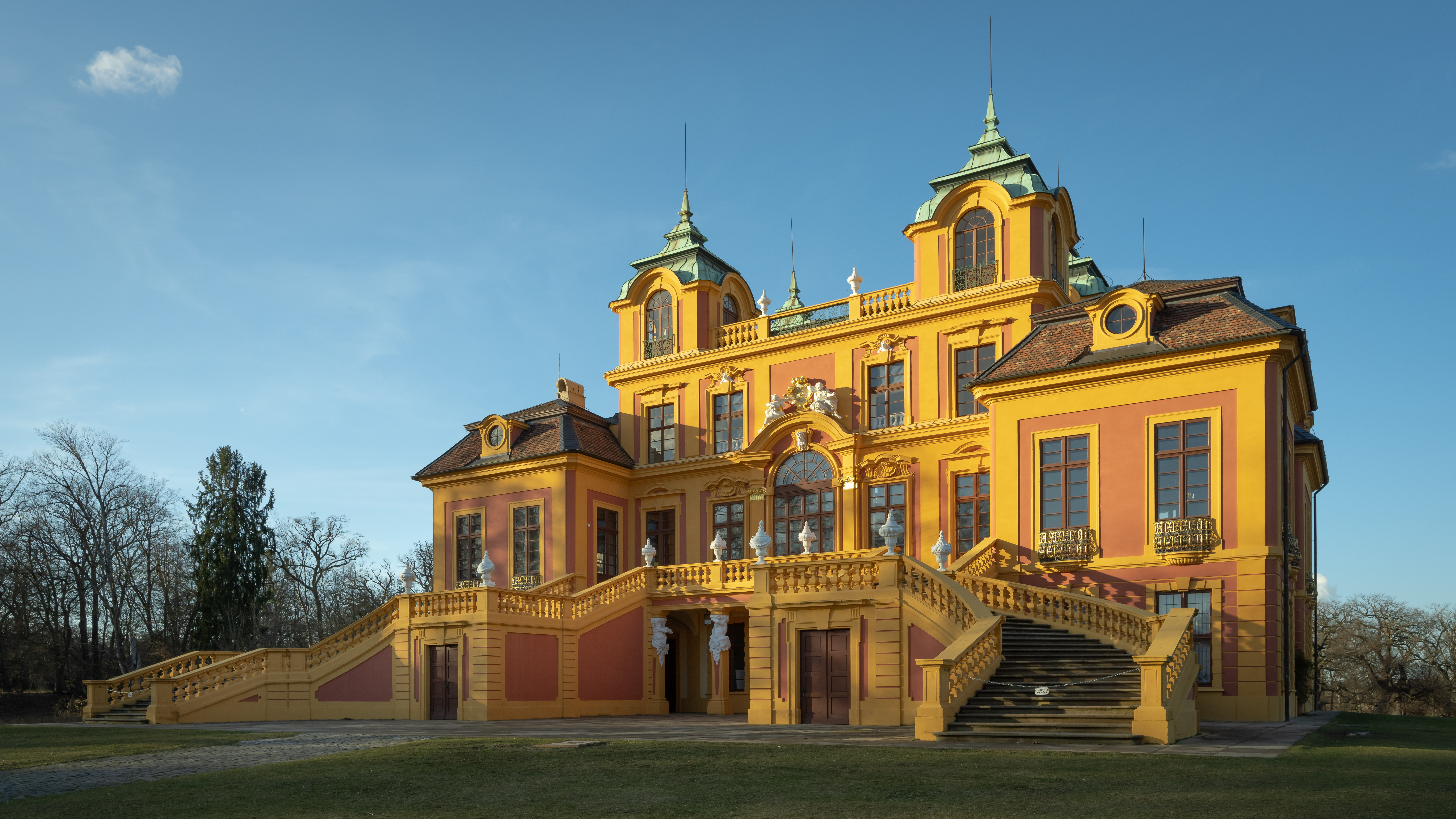
El Palacio Favorite en Ludwigsburg

Donato Giuseppe Frisoni (Laino, 1681 o 1683 – Luisburgo, 29 de noviembre  de 1735) fue un arquitecto italiano activo durante el período rococó en el norte de Italia, el sur de Alemania y Bohemia. Procedía de una antigua familia de arquitectos (era, entre otras cosas, primo de Maurizio Pedetti, a quien tenía como colaborador en Ludwigsburg).

## Biografía
Donato Giuseppe Frisoni nació en Laino, un pueblo del Val d'Intelvi, en lo que entonces era el Ducado de Milán.
Tras un breve período de formación, Frisoni viajó y trabajó en Viena con Santino Bussi, que había estado trabajando en la capital austriaca desde 1695. Después de 1700, Frisoni viajó a Praga para trabajar con su cuñado Tomasso Soldati bajo Giovanni Battista Alliprandi. En 1708, Frisoni y Soldatti fueron reclutados por Johann Friedrich Nette, arquitecto de la corte del ducado de Württemberg, para trabajar como estucadores en el palacio de Luisburgo, la nueva residencia del Eberardo Luis, duque de Wurtemberg. Frisoni y Soldati comenzaron a trabajar en Ludwigsburg en los interiores de su antiguo edificio principal en 1709.  Durante el invierno de 1709, Frisoni regresó a Laino y se casó con Anna Maria Allio, con quien tendría dos hijos.
A partir de 1709 se le confió la dirección de su propio equipo de construcción. Bajo la dirección de Frisoni, a partir de 1717 se elaboraron los planos para la ciudad residencial de Ludwigsburg y para la renovación de la abadía de Weingarten.
Su primera obra importante después de su nombramiento como "maestro de obras" fue el palacio Favorite, un pabellón de caza y entretenimiento en Ludwigsburg, que se completó en 1723.
En 1726 Frisoni fue nombrado  teniente coronel. Después de la muerte del duque Eberardo Luis el 31 de octubre de 1731, su sucesor, el duque Carlos Alejandro, acusó a Frisoni de malversación de fondos y lo despidió. Fue enviado a la fortaleza de Hohenurach, más tarde a Hohenneuffen, pero fue liberado y rehabilitado en 1735. Durante su encarcelamiento, a Johann Anton von Herbort se le confió la dirección de la industria de la construcción de Württemberg.
Su vena fresca y elegante lo llevó a expresarse sin excesivo rigor y con libertad en comparación con los cánones normales de su época, sin dejar de ser fiel a los temas franceses y locales.